# Gaspar Varela
Gaspar Varela (Lisboa, 2003) é um guitarrista português, conhecido por ter começado a tocar guitarra portuguesa para acompanhar a bisavó, a fadista Celeste Rodrigues, e ter sido convidado por Madonna a tocar na sua digressão mundial. 

## Biografia
Gaspar Varela nasceu em Setembro de 2003, em Lisboa. 
Começou a tocar guitarra portuguesa com apenas 7 anos para acompanhar a fadista Celeste Rodrigues, sua bisavó.  Antes tentava-a acompanhar com uma raquete e depois uma viola de plástico. Recebe a sua primeira guitarra portuguesa aos 6 anos. 
Tem como principais referências, os guitarristas Artur Paredes, Carlos Paredes, Jaime Santos e Paulo Parreira. 
Lança o seu primeiro disco a solo em 2018, ao qual dá o nome de Gaspar. No ano seguinte, conhece Madonna que o convida a integrar a sua digressão mundial, chegando a gravar o tema Fado Pechincha para o disco Madame X: Music From the Theater Xperience. 
Em 2022, formou com Rafael Matos e o irmão, Sebastião Varela, a banda Expresso Transatlântico. 

## Reconhecimento
Foi convidado de honra do Presidente da República Marcelo Rebelo de Sousa, no programa Músicos no Palácio de Belém. 

## Discografia Seleccionada
Entre a sua discografia encontram-se: 
- 2012 - Saudade do Futuro, editado pela IPlay [15][16]
- 2018 - Gaspar, disco a solo, editora Museu do Fado Discos [5][17]
- 2021 - Madame X: Music From the Theater Xperience, feat Fado Pechincha [18]
- 2021 - Cantando Abril, de AGIR [19]

## Ligações Externas
- RTP Palco | Histórias do Fado - Nova Vaga: Gaspar Varela, João Filipe e Teresinha Landeiro (2021)
- RTP Palco | InMusic: Gaspar Varela (2020)
- Fabric Arts Festival (Fall River) | Presents Gaspar Varela (2020)
- Antena1 | Estúdio 23: Gaspar Varela (2019)
- Toca Aquela | Entrevista a Gaspar Varela (2021)